# Jensen S-type
Jensen S-type — легковий автомобіль, який виготовляла компанія Jensen Motors у 1936—1941 рр.

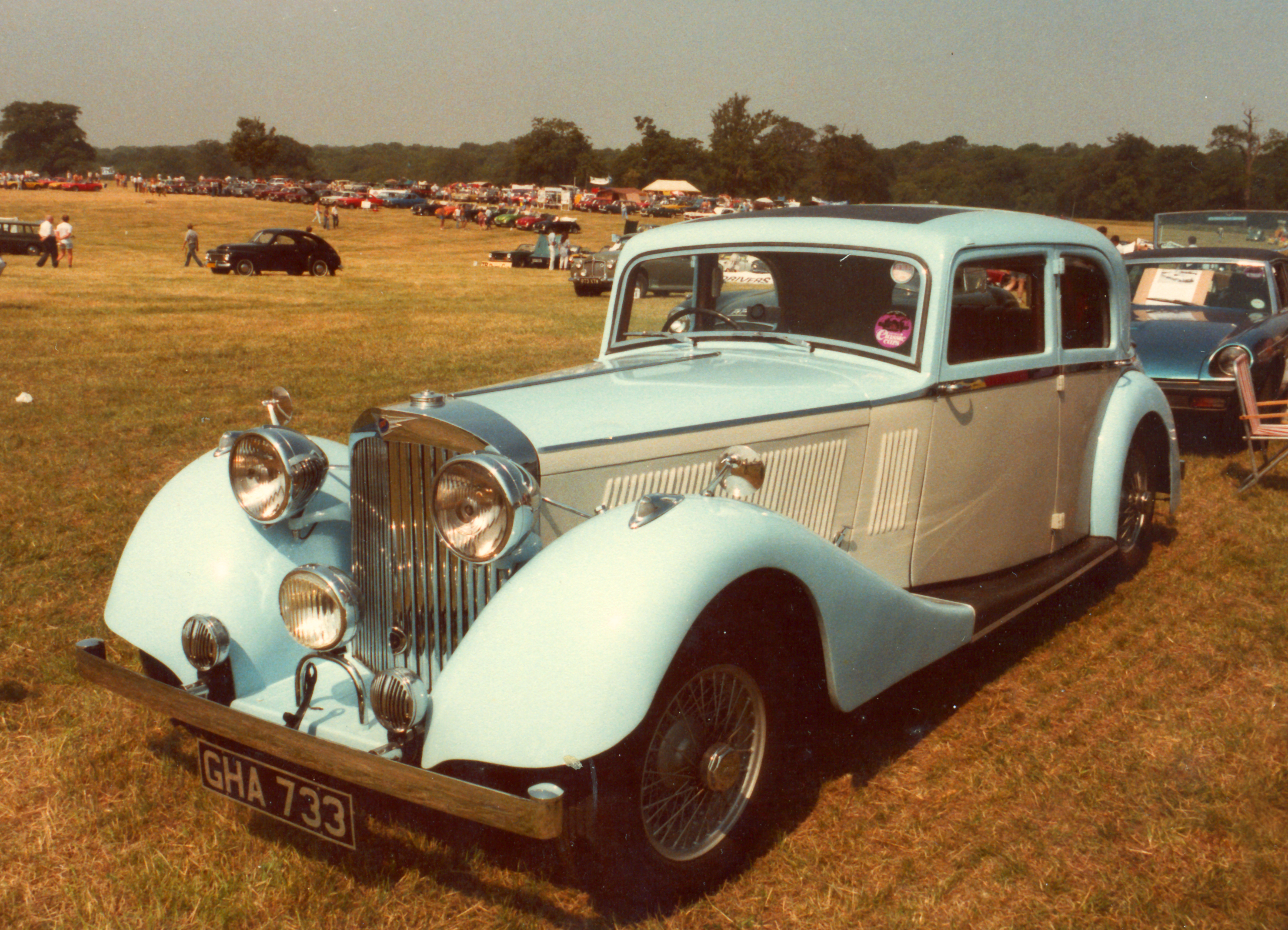

Перший серійний автомобіль компанії виконувався з кузовами седан чи кабріолет, комплектувався двигунами Ford (США) та елементами
шасі від Ford of Britain (поставлялись через M B K Motors). Мав сталеву раму та елементи кузова з алюмінієвого сплаву. Продавався з V-подібними 8-цилідровими нижньоклапанними двигунами (робочими об'ємами 2,227 чи 3,622 л) з двома кабрюраторами (з падаючим потоком), запалюванням Vertex. У задньому мості була підвищувальна передача (виробництва Columbia). Існувало три типи кузова: 2-дверний кабріолет, 3-дверний турінг та 4-дверний седан.
Загалом у Вест-Бромвічі було виконано 50 авт., з яких близько 10 збереглось дотепер.